# Schematische Kriegsgliederung der Roten Armee am 22. Juni 1941
Die Schematische Kriegsgliederung der Roten Armee am 22. Juni 1941 zeigt die Aufstellung der Roten Armee an der westlichen Staatsgrenze der Sowjetunion und in sowjetisch besetzten Ländern von Finnland bis zum schwarzen Meer, zu Beginn des deutschen Überfalls auf die Sowjetunion. Die Truppen der Roten Armee waren in vier „Front“-Großverbänden und eine selbständige Armee gegliedert. Eine Front entsprach dabei in etwa einer Heeresgruppe der deutschen Wehrmacht. Des Weiteren existierten neben der allgemeinen Stawka-Reserve noch 10 interne Militärbezirke sowie die Fernostfront.

## Übersicht
Die Nordfront wurde vom Leningrader Militärbezirk gebildet, die Nordwestfront vom Baltischen Besonderen Militärbezirk, die Westfront ging aus dem Westlichen Besonderen Militärbezirk hervor und die Südwestfront entstand aus dem Kiewer Besonderen Militärbezirk. Die Südfront wurde erst am 25. Juni 1941 aus dem Odessaer Militärbezirk formiert.
- Der Nordfront unter Generaloberst Markian Michailowitsch Popow waren die Truppen an der Grenze zu Finnland unterstellt. Dazu zählten – von Norden her – die 14. Armee, die 7. Armee, die 23. Armee und zahlreiche Divisionen, die direkt dem Frontkommando unterstellt waren. Die Nordfront verfügte über 15 Schützendivisionen in drei Schützenkorps, zwei Mechanisierte Korps mit 4 Panzerdivisionen und 2 motorisierten Schützendivisionen, insgesamt etwa 21 Division zuzüglich Einheiten, die der Front zugeteilt waren.
- Die Nordwestfront unter Generaloberst Fjodor Kusnezow hatte den Auftrag das Baltikum zu verteidigen und bestand aus der 8. Armee, der 11. Armee, der 27. Armee und Fronttruppen. Insgesamt 19 Schützendivisionen, 2 motorisierte Schützendivisionen und 3 Panzerdivisionen in zwei Mechanisierten Korps und sieben Schützenkorps (23 Divisionen).
- Der Westfront unter General Dmitri Grigorjewitsch Pawlow unterstanden die 3. Armee, die 4. Armee, die 10. Armee und das Armeeoberkommando der 13. Armee, verstärkt durch selbständige Verbände. Die Gesamtstärke betrug 24 Schützendivisionen, 2 Kavalleriedivisionen, 12 Panzerdivisionen und  6 motorisierte Schützendivisionen in sechs Mechanisierten Korps, acht Schützen- und einem Kavallerie-Korps sowie Fronttruppen (44 Divisionen).
- Die Südwestfront unter Generaloberst Michail Petrowitsch Kirponos bildeten die 5. Armee, die 6. Armee, die 12. Armee und die 26. Armee im Verbund mit Einheiten unter dem Kommando des Frontbefehlshabers. Insgesamt standen ihr 21 Schützendivisionen, 7 Gebirgs-Schützendivisionen, 8 motorisierte Schützendivisionen und 16 Panzer-Divisionen in  acht Mechanisierten Korps, 2 Kavallerie-Divisionen und  elf Schützenkorps sowie ein Kavallerie-Korps zusätzlich zu den Fronttruppen zur Verfügung (54 Divisionen).
- Die Südfront unter General Iwan Wladimirowitsch Tjulenew wurde formell erst am 25. Juni 1941 aus der 9. selbständigen Armee und der 18. Armee mit dem 2., 16. und 18. Mechanisierten Korps gebildet. Die Front besaß 19 Schützen-, 1 Gebirgs-Schützen-, 3 motorisierte Schützendivisionen, 6 Panzer- und 3 Kavalleriedivisionen (etwa 30 Divisionen).
- Neben den Armeen in den Fronten, befanden sich sechs weitere Armeen im Westen: die 16. Armee, die 19. Armee, die 20. Armee, die 21. Armee, die 22. Armee und die 24. Armee bildeten, zusammen mit eigenständigen Einheiten, die Stawka-Reserve. Zusammen noch einmal 41 Schützendivisionen in vierzehn Schützenkorps und fünf Mechanisierte Korps mit 10 Panzer- und 5 motorisierte Schützendivisionen (56 Divisionen), die sich noch im Aufmarsch befanden, der erst bis zum 10. Juli 1941 abgeschlossen wurde.

Daraus ergibt sich am 25. Juni 1941 für die Roten Armee im Westen inklusive der Reserve-Armeen eine Gesamtstärke von etwa
- 21 Armeen mit 47 Schützen-, 25 Mechanisierte und 3 Kavalleriekorps;
- mit 138 Schützen-, 7 Gebirgsschützen-, 25 motorisierte Schützen-, 49 Panzer-, 6 Kavalleriedivisionen.

Dazu kommen die 10 Internen Militärbezirke der Sowjetunion und die Fernostfront.
- Zum Moskauer Militärbezirk unter Generaloberst Pawel Artemewitsch Artemjew gehörte das 41. Schützenkorps mit 2 Schützen-Divisionen, sowie diverse andere Truppen.
- Der Wolga-Militärbezirk stand unter dem Kommando von General Wassili Filippowitsch Gerassimenko, hatte aber keine nennenswerten Großverbände.
- Der Oreler Militärbezirk wurde von General Fjodor Nikititsch Remesow befehligt. Ihm unterstanden das 30. Schützenkorps mit 3 Schützendivisionen und das 33. Schützenkorps mit weiteren 3 Schützendivisionen. Außerdem befand sich das 23. Mechanisierte Korps mit 2 Panzer- und 1 motorisierten Schützendivision dort, des Weiteren 1 selbstständige Schützendivision und weitere Unterstützungstruppen.
- Der Uralsker Militärbezirk mit dem Hauptquartier in Jekaterinburg hatte keine Großverbände unter seinem Kommando. Befehlshabender General war Filipp Afanasewitsch Jerschakow.
- Zum Sibirischen Militärbezirk gehörten ein paar Unterstützungsverbände, darunter ein separates Schützenregiment. Kommandeur war General Stepan Andrianowitsch Kalinin.
- Dem Charkower Militärbezirk unter Kommando von General Andrei Kirillowitsch Smirnow unterstand der Stab der 18. Armee mit 1 Schützendivision, sowie das 2. Luftlandekorps mit 3 Luftlandebrigaden.
- Der Nordkaukasische Militärbezirk beinhaltete das 64. Schützenkorps mit 2 Divisionen, 1 selbstständige Schützendivision, 1 selbstständige Gebirgsschützendivision und Unterstützungsverbände.
- Dem Transkaukasischen Militärdistrikt waren das 3. Schützenkorps (1 Schützendivision und 2 Gebirgsschützendivisionen), das 23. Schützenkorps (1 Schützendivision und 1 Gebirgsschützendivision) und das 40. Schützenkorps (1 Schützendivision und 1 Gebirgsschützendivision) unterstellt. Außerdem befand sich das 28. Mechanisierte Korps (2 Panzerdivisionen und 1 Motorisierte Schützendivision) am 22. Juni 1941 in diesem Distrikt. Des Weiteren waren 3 Selbstständige Gebirgsschützendivisionen, 1 Selbstständige Kavalleriedivision und 1 selbstständige Gebirgskavalleriedivision dort stationiert. Kommandeur war General Dmitri Timofejewitsch Koslow.
- Der Zentralasiatische Militärdistrikt wurde von Generalleutnant Sergei Georgijewitsch Trofimenko geführt. Ihm standen das 58. Schützenkorps (3 Gebirgsschützendivisionen), das 4. Kavalleriekorps (3 Gebirgskavalleriedivisionen) und das 27. Mechanisierte Korps (2 Panzerdivisionen, 1 motorisierte Schützendivision) zur Verfügung. Außerdem gab es noch eine selbstständige Schützendivision und weitere Unterstützungstruppen.
- Der Archangelsker Militärdistrikt umfasste am 22. Juni 1941 2 Selbstständige Schützendivisionen sowie diverse Luft- und Küstenverteidigungstruppen. Befehlshaber war General Wladimir Jakowlewitsch Katschalow.
- Der Transbaikalische Militärdistrikt beinhaltete die 17. Armee mit einer Gesamtstärke von 2 Panzerdivisionen und 3 Motorisierten Schützendivisionen. Darüber hinaus gab es im Distrikt das 12. Schützenkorps (2 Schützendivisionen) und 2 Selbstständige Schützendivisionen. Befehlshabender General war Pawel Alexejewitsch Kurotschkin.

## Nordfront
- Kommandeur: Generaloberst Markian Michailowitsch Popow
- Chef des Generalstabs: Generalmajor D. N. Nikischew
- Kommissar: Korpskommissar N. N. Klementjew
- Zuständigkeitsbereich: Nordmeerküste bis Narwa
- Hauptquartier: Leningrad

### 14. Armee
- Kommandeur: Generalleutnant W. A. Frolow
- Standort: Murmansk

| Korps                                                             | Einheit | Mannstärke und Ausrüstung |
| ----------------------------------------------------------------- | --- | --- |
| 42. Schützenkorps (Generalmajor R. I. Panin, Salla)               | 104. Schützendivision (Generalmajor Stepan Iljitsch Morosow) | 12.489 Mann, 314 Schützen-Gruppen, 18 leichte Schützen-Gruppen (ohne MG), 7 Kavallerie-Gruppen, 6 leichte Kavallerie-Gruppen (ohne MG), 80 50 mm-Granatwerfer, 384 Leichte Maschinengewehre DP 1928 (inklusive der Maschinengewehre aus den Schützen- und Kavallerie-Gruppen), 166 Mittlere Maschinengewehre PM 1910, 50 82mm Granatwerfer, 456 Pferdegespanne, 159 LKW, 21 PKW, 14 120mm Granatwerfer, 18 76mm Infanteriegeschütze, 12 76mm Kanonen, 4 76mm Flugabwehrkanonen, 52 45mm Panzerabwehrkanonen, 87 Traktoren, 2 Vierlings-Fla-MG PM 1910, 12 152mm Haubitzen, 26 122mm Haubitzen, 33 Pionier-Gruppen, 4 Brückenpionier-Gruppen und 4 BA-20 Panzerwagen                                |
| 42. Schützenkorps (Generalmajor R. I. Panin, Salla)               | 122. Schützendivision (Brig.kom. Pjotr Semenowitsch Schewtschenko) | 7.002 Mann, 132 Schützen-Gruppen, 12 leichte Schützen-Gruppen, 6 Kavallerie-Gruppen, 6 leichte Kavallerie-Gruppen, 78 50mm Granatwerfer, 171 Leichte Maschinengewehre DP 1928, 163 Mittlere Maschinengewehre PM 1910, 20 82mm Granatwerfer, 301 Pferdegespanne, 149 LKW, 20 PKW, 4 120mm Granatwerfer, 13 76mm Infanteriegeschütze, 8 76mm Kanonen, 4 76mm Flugabwehrkanonen, 30 45mm Panzerabwehrkanonen, 8 37mm Flugabwehrkanonen, 79 Traktoren, 2 Vierlings-Fla-MG PM 1910, 12 152mm Haubitzen, 27 122mm Haubitzen, 17 Pionier-Gruppen, 2 Brückenpionier-Gruppen, 17 Tanketten (im an die Division angegliederten 107. Panzerbataillon), 14 T-26 (107. Panzerbataillon) und 4 BA-20 Panzerwagen |
|                                                                   | 14. Schützendivision (Generalmajor Alexander Afanasjewitsch Schurba) | 13.934 Mann, 346 Schützen-Gruppen, 25 leichte Schützen-Gruppen, 9 Kavallerie-Gruppen, 9 leichte Kavallerie-Gruppen, 81 50mm Granatwerfer, 434 leichte Maschinengewehre DP 1928, 168 mittlere Maschinengewehre PM 1910, 54 82mm Granatwerfer, 501 Pferdegespanne, 188 LKW, 22 PKW, 12 120mm Granatwerfer, 18 76mm Infanteriegeschütze, 10 76mm Kanonen, 4 76mm Flugabwehrkanonen, 54 45mm Panzerabwehrkanonen, 4 37mm Flugabwehrkanonen, 88 Traktoren, 4 Vierlings-Fla-MG PM 1910, 12 152mm Haubitzen, 26 122mm Haubitzen, 36 Pionier-Gruppen, 4 Brückenpionier-Gruppen und 8 BA-20 Panzerwagen |
| 52. Schützendivision (Brig.kom. Nikolai Nikolajewitsch Nikischin) | 13.821 Mann, 346 Schützen-Gruppen. 18 leichte Schützen-Gruppen. 9 Kavallerie-Gruppen, 9 leichte Kavallerie-Gruppen, 80 50mm Granatwerfer, 426 leichte Maschinengewehre DP 1928, 168 mittlere Maschinengewehre PM 1910, 54 82mm Granatwerfer, 495 Pferdegespanne, 181 LKW, 20 PKW, 14 120mm Granatwerfer, 18 76mm Infanteriegeschütze, 14 76mm Kanonen, 4 76mm Flugabwehrkanonen, 54 45mm Panzerabwehrkanonen, 4 37mm Flugabwehrkanonen, 76 Traktoren, 6 Vierlings-Fla-MG PM 1910, 12 152mm Haubitzen, 28 122mm Haubitzen, 36 Pionier-Gruppen, 4 Brückenpionier-Gruppen und 10 BA-20 Panzerwagen                        | |
| 23. Befestigter Raum (Murmansk)                                   | 1.662 Mann, 41 Leichte Maschinengewehre DP 1928, 45 Mittlere Maschinengewehre PM 1910, 2 82mm Granatwerfer, 4 45mm Panzerabwehrkanonen, 6 76mm Infanteriegeschütze und 4 122mm Haubitzen | |
| 104. Artillerie-Regiment (Reserve des Oberkommandos – RGK)        | 2.038 Mann, 44 122-mm-Kanone M1931/37 (A-19) | |
| 1. Panzer-Division (Generalmajor W. I. Baranow, östlich Salla)    | 9.541 Mann, 108 Schützen-Gruppen. 14 leichte Schützen-Gruppen, 2 leichte Kradschützen-Gruppen, 13 50mm Granatwerfer, 160 leichte Maschinengewehre DP 1928, 54 mittlere Maschinengewehre PM 1910, 14 82mm Granatwerfer, 1.418 LKW, 81 PKW, 4 76mm Infanteriegeschütze, 4 37mm Flugabwehrkanonen, 6 45mm Panzerabwehrkanonen, 64 Traktoren, 12 Vierlings-Fla-MGs PM 1910, 3 12.7mm Fla-MGs, 12 152mm Haubitzen, 12 122mm Haubitzen, 20 Pionier-Gruppen, 15 Brückenpionier-Gruppen, 35 BA-20 Panzerwagen, 53 BA 10 Panzerwagen, 388 Panzer (davon 4 KW-1, 2 KW-2, 8 T-34, 89 BT-5, 176 BT-7, 68 T-26, 3 T-37 und 38 T-28) | |
| 1. Gemischte Flieger-Division (Oberst I. Turkel)                  | 74 I-153 (68 einsatzbereit), 35 SB-2 (32 einsatzbereit) | |
| 42. Artilleriefliegerstaffel                                      | 6 R-5/R-Z (5 einsatzbereit) | |
| 31. Selbständiges Pionier-Bataillon                               | 446 Mann, 4 Mittlere Maschinengewehre PM 1910 | |
| 72. NKWD-Grenzwachtregiment                                       | jeweils ungefähr 1.126 Mann, 18 50mm Mörser und 34 Mittlere Maschinengewehre PM 1910 | |
| 82. NKWD-Grenzwachtregiment                                       | jeweils ungefähr 1.126 Mann, 18 50mm Mörser und 34 Mittlere Maschinengewehre PM 1910 | |
| 100. NKWD-Grenzwachtregiment                                      | jeweils ungefähr 1.126 Mann, 18 50mm Mörser und 34 Mittlere Maschinengewehre PM 1910 | |
| 101. NKWD-Grenzwachtregiment                                      | jeweils ungefähr 1.126 Mann, 18 50mm Mörser und 34 Mittlere Maschinengewehre PM 1910 | |

### 7. Armee
- Kommandeur: Generalleutnant F. D. Gorolenko
- Standort: (NO Ladogasee)

| Korps                                                          | Einheit | Mannstärke und Ausrüstung |
| -------------------------------------------------------------- | --- | --- |
|                                                                | 54. Schützendivision (Generalmajor Ilja Wassiljewitsch Panin) | 14.201 Mann, 348 Schützen-Gruppen, 24 leichte Schützen-Gruppen (ohne MG), 9 Kavallerie-Gruppen, 9 leichte Kavallerie-Gruppen (ohne MG), 84 50mm Granatwerfer, 456 leichte MGs DP 1928 (inklusive der MGs aus den Schützen- und Kavallerie-Gruppen), 166 mittlere MGs PM 1910, 54 82mm Granatwerfer, 499 Pferdegespanne, 254 LKWs, 21 PKWs, 14 120mm Granatwerfer, 18 76mm Infanteriegeschütze, 14 76mm Kanonen, 4 76mm Flugabwehrgeschütze, 54 45mm Panzerabwehrkanonen, 4 37mm Flugabwehrgeschütze, 88 Traktoren, 3 Vierlings-Fla-MG PM 1910, 12 152mm Haubitzen, 28 122mm Haubitzen, 36 Pionier-Gruppen, 4 Brückenpionier-Gruppen, 2 BA-20 Panzerwagen |
| 71. Schützendivision (Oberst Wassili Nikolajewitsch Fedorow)   | 13.889 Mann, 345 Schützen-Gruppen. 22 leichte Schützen-Gruppen (ohne MG). 8 Kavallerie-Gruppen, 8 leichte Kavallerie-Gruppen (ohne MG), 84 50mm Granatwerfer, 454 leichte MGs DP 1928 (inklusive der MGs aus den Schützen- und Kavallerie-Gruppen), 164 mittlere MGs PM 1910, 54 82mm Granatwerfer, 494 Pferdegespanne, 214 LKWs, 18 PKWs, 14 120mm Granatwerfer, 16 76mm Infanteriegeschütze, 14 76mm Kanonen, 4 76mm Flugabwehrgeschütze, 54 45mm Panzerabwehrkanonen, 4 37mm Flugabwehrgeschütze, 84 Traktoren, 4 Vierlings-Fla-MG PM 1910, 12 152mm Haubitzen, 26 122mm Haubitzen, 36 Pionier-Gruppen, 4 Brückenpionier-Gruppen, 8 BA-20 Panzerwagen                           | |
| 168. Schützendivision (Oberst Andrej Leontjewitsch Bondarew)   | 13.654 Mann, 340 Schützen-Gruppen, 20 leichte Schützen-Gruppen (ohne MG), 7 Kavallerie-Gruppen. 7 leichte Kavallerie-Gruppen (ohne MG), 84 50mm Granatwerfer, 424 leichte MGs DP 1928 (inklusive der MGs aus den Schützen- und Kavallerie-Gruppen), 166 mittlere MGs PM 1910, 54 82mm Granatwerfer, 448 Pferdegespanne, 203 LKWs, 20 PKWs, 16 120mm Granatwerfer, 14 76mm Infanteriegeschütze, 12 76mm Kanonen, 4 76mm Flugabwehrgeschütze, 54 45mm Panzerabwehrkanonen, 4 37mm Flugabwehrgeschütze, 92 Traktoren, 2 12,7mm Flugabwehr-MGs, 2 Vierlings-Fla-MGs PM 1910, 12 152mm Haubitzen, 26 122mm Haubitzen, 35 Pionier-Gruppen, 4 Brückenpionier-Gruppen, 8 BA-20 Panzerwagen | |
| 237. Schützendivision (Generalmajor Dmitri Fedorowitsch Popow) | 6.230 Mann, 104 Schützen-Gruppen, 10 leichte Schützen-Gruppen (ohne MG), 3 Kavallerie-Gruppen, 2 leichte Kavallerie-Gruppen (ohne MG), 76 50mm Granatwerfer, 188 leichte MGs DP 1928 (inklusive der MGs aus den Schützen- und Kavallerie-Gruppen), 148 mittlere MGs PM 1910, 45 82mm Granatwerfer, 226 Pferdegespanne, 108 LKWs, 17 PKWs, 12 120mm Granatwerfer, 12 76mm Infanteriegeschütze, 10 76mm Kanonen, 4 76mm Flugabwehrgeschütze, 38 45mm Panzerabwehrkanonen, 69 Traktoren, 2 Vierlings-Fla-MGs PM 1910, 8 152mm Haubitzen, 16 122mm Haubitzen, 26 Pionier-Gruppen, 2 Brückenpionier-Gruppen, 6 BA-20 Panzerwagen                                                        | |
| 26. Befestigter Raum (Sortawala)                               | 1.662 Mann, 41 leichte MGs DP 1928, 45 mittlere MGs PM 1910, 1 Pionier-Gruppe, 2 82mm Granatwerfer, 4 45mm Panzerabwehrkanonen, 6 76mm Infanteriegeschütze/Kanonen, 4 122mm Haubitzen, 15 Flugabwehr-Suchscheinwerfer, 55 Pferdegespanne, 6 LKWs | |
| 208. Selbständige Flak-Abteilung                               | 360 Mann, 12 76mm Flugabwehrgeschütze, 21 LKWs, 14 Traktoren, 1 12,7mm Flugabwehr-MG, 3 Vierlings-Fla-MGs PM 1910, 1 PKW | |
| 55. Gemischte Flieger-Division (Oberst F. Scherebtschenko)     | 45 SB-2 (42 einsatzbereit), 4 Pe-2 (4 einsatzbereit), 45 MiG-3 (45 einsatzbereit) | |
| 184. Selbständiges Pionier-Bataillon                           | 446 Mann, 17 Pionier-Gruppen, 4 mittlere MGs PM 1910, 22 LKWs, 1 PKW, 48 Pferdegespanne | |

### 23. Armee
- Kommandeur: Generalleutnant P. S. Pschennikow
- Standort: (Wyborg)

| Korps                                                  | Einheit | Mannstärke und Ausrüstung |
| ------------------------------------------------------ | --- | --- |
| 19. Schützenkorps (Generalmajor M. N. Gerasimow)       | 115. Schützendivision (Generalmajor Wassili Fomitsch Konkow)                                                                                   | 14.016 Mann, 346 Schützen-Gruppen, 23 leichte Schützen-Gruppen, 9 Kavallerie-Gruppen, 7 leichte Kavallerie-Gruppen, 84 50mm Granatwerfer, 392 leichte MGs, 170 mittlere MGs, 54 82mm Granatwerfer, 421 Pferdegespanne, 275 LKW, 20 PKW, 14 120mm Granatwerfer, 18 76mm Infanteriegeschütze, 12 76mm Kanonen, 4 76mm Flugabwehrgeschütze, 54 45mm Panzerabwehrkanonen, 4 37mm Flugabwehrgeschütze, 82 Traktoren, 2 12,7mm Flak-MGs, 7 Vierlings-Fla-MGs, 12 152mm Haubitzen, 30 122mm Haubitzen, 36 Pionier-Gruppen, 4 Brückenpionier-Gruppen, 4 BA-20 |
| 19. Schützenkorps (Generalmajor M. N. Gerasimow)       | 142. Schützendivision (Oberst Semjon Petrowitsch Mikulschki)                                                                                   | 13.680 Mann, 345 Schützen-Gruppen, 22 leichte Schützen-Gruppen, 8 Kavallerie-Gruppen, 8 leichte Kavallerie-Gruppen, 84 50mm Granatwerfer, 419 leichte MGs, 170 mittlere MGs, 54 82mm Granatwerfer, 400 Pferdegespanne, 215 LKW, 21 PKW, 14 120mm Granatwerfer, 18 76mm Infanteriegeschütze, 10 76mm Kanonen, 4 76mm Flugabwehrgeschütze, 54 45mm Panzerabwehrkanonen, 4 37mm Flugabwehrgeschütze, 72 Traktoren, 2 12,7mm Flak-MGs, 2 Vierlings-Fla-MGs, 12 152mm Haubitzen, 28 122mm Haubitzen, 36 Pionier-Gruppen, 4 Brückenpionier-Gruppen, 8 BA-20 |
| 50. Schützenkorps (Generalmajor W. I. Schtscherbakow)  | 43. Schützendivision (Brig.kom. Wladimir Wassiljewitsch Kripitschnikow)                                                                        | |
| 50. Schützenkorps (Generalmajor W. I. Schtscherbakow)  | 70. Schützendivision (Generalmajor Andrei Jegorowitsch Fedjunin)                                                                               | |
| 50. Schützenkorps (Generalmajor W. I. Schtscherbakow)  | 123. Schützendivision (Oberst Jewgenij Jefimowitsch Tschukanow)                                                                                | |
| 10. Mechanisiertes Korps (Generalmajor I. G. Lasarew)  | 21. Panzer-Division (Oberst Leonid Bunin) | 224 Panzer (überwiegend T-26) |
| 10. Mechanisiertes Korps (Generalmajor I. G. Lasarew)  | 24. Panzer-Division (Oberst Makarius Iwanowitsch Tschesnokow)                                                                                  | 174 Panzer (überwiegend BT-5) |
| 10. Mechanisiertes Korps (Generalmajor I. G. Lasarew)  | 198. motorisierte Schützendivision (Generalmajor Wladimir Viktorowitsch Krjukow)                                                               | |
| 10. Mechanisiertes Korps (Generalmajor I. G. Lasarew)  | 7. Kradschützen-Regiment | |
|                                                        | 27. Befestigter Raum (Kexholm) | |
| 28. Befestigter Raum (Wyborg)                          | | |
| 24., 28., und 43. Korps-Artillerie-Regiment            | | |
| 573. Kanonen-Artillerie-Regiment                       | | |
| 101.,108. und 519. Haubitzen-Artillerie-Regiment (RGK) | | |
| 20. Selbständige Mörser-Abteilung                      | | |
| 27.und 241. Selbständige Flak-Abteilung                | | |
| 241. Selbständige Flak-Abteilung                       | | |
| 5. Gemischte Flieger-Division (Oberst J. Jerlykin)     | 9 I-153 (7 einsatzbereit), 24 I-16 (22 einsatzbereit), 118 MiG-3 (117 einsatzbereit), 74 I-15bis (67 einsatzbereit), 10 SB-2 (9 einsatzbereit) | |
| 41. Bomber-Division (Oberst I. Nowikow)                | 121 SB-2 (115 einsatzbereit), 23 Ar-2 (21 einsatzbereit)                                                                                       | |
| 15. Artilleriefliegerstaffel                           | 5 R-5 (4 einsatzbereit), 4 R-Z (3 einsatzbereit)                                                                                               | |
| 19. Artilleriefliegerstaffel                           | 8 R-5/R-Z (7 einsatzbereit) | |
| 109. und 153. Pionier-Bataillon                        | | |

### Fronttruppen
|                                                                   | 177. Schützendivision (Oberst Andrei Fedorowitsch Majuschin)                   |                                                  |
| 191. Schützendivision (Oberst Dmitri Akimowitsch Lukjanow)        |                                                                                |                                                  |
| 8. Schützenbrigade                                                |                                                                                |                                                  |
| 21. Befestigter Raum                                              |                                                                                |                                                  |
| 22. Befestigter Raum (Karelien)                                   |                                                                                |                                                  |
| 25. Befestigter Raum (Pskow)                                      |                                                                                |                                                  |
| 29. Befestigter Raum (Pskow)                                      |                                                                                |                                                  |
| 541. Haubitzen-Artillerie-Regiment (RGK)                          |                                                                                |                                                  |
| 577. Haubitzen-Artillerie-Regiment (RGK)                          |                                                                                |                                                  |
| 2. Luftverteidigungs-Korps (PWO)                                  | 115., 169., 189., 192. und 351. Flak-Regiment                                  |                                                  |
| 2. Luftverteidigungs-Korps (PWO)                                  | Luftverteidigungs-Brigade Wyborg                                               |                                                  |
| 2. Luftverteidigungs-Korps (PWO)                                  | Luftverteidigungs-Brigade Murmansk                                             |                                                  |
| 2. Luftverteidigungs-Korps (PWO)                                  | Luftverteidigungs-Brigade Pskow                                                |                                                  |
| 2. Luftverteidigungs-Korps (PWO)                                  | Luftverteidigungs-Brigade Luga                                                 |                                                  |
| 2. Luftverteidigungs-Korps (PWO)                                  | Luftverteidigungs-Brigade Petrosawodsk                                         |                                                  |
| 1. Mechanisiertes Korps (Generalmajor M. L. Tschernjawski, Pskow) | 3. Panzer-Division (Oberst K. Ju. Andrejew)                                    | 338 Panzer (davon 232 BT-7, 70 T-26 und 40 T-28) |
| 1. Mechanisiertes Korps (Generalmajor M. L. Tschernjawski, Pskow) | 163. motorisierte Schützendivision (Generalmajor Iwan Michailowitsch Kusnezow) | 254 Panzer (davon 25 BT-5 und 229 T-26)          |
| 1. Mechanisiertes Korps (Generalmajor M. L. Tschernjawski, Pskow) | 5. Krad-Schützenregiment (Oberstleutnant K. N. Winduschew)                     |                                                  |
|                                                                   | 2. Gemischte Flieger-Division                                                  |                                                  |
| 39. Jagdflieger-Division                                          |                                                                                |                                                  |
| 3. und 54. Abfangjäger-Division                                   |                                                                                |                                                  |
| 311. Aufklärungsflieger-Division                                  |                                                                                |                                                  |
| 103. Artilleriefliegerstaffel                                     |                                                                                |                                                  |
| 12. und 29. Pionier-Regiment                                      |                                                                                |                                                  |
| 6. Ponton-Brücken-Regiment                                        |                                                                                |                                                  |
| NKWD-Grenzschutz-Regiment 7                                       |                                                                                |                                                  |
| NKWD-Grenzschutz-Regiment 9                                       |                                                                                |                                                  |
| NKWD-Grenzschutz-Regiment 11                                      |                                                                                |                                                  |

## Nordwestfront
- Kommandeur: Generaloberst Fjodor Issidorowitsch Kusnezow
- Chef des Generalstabs: Generalleutnant P. S. Klenow
- Kommissar: Korpskommissar P. A. Dibrow
- Zuständigkeitsbereich: Narwa bis Druskininkai
- Hauptquartier: Riga

### 8. Armee
- Kommandeur: Generalmajor P. P. Sobennikow
- Generalstabschef: Generalmajor Larionow
- Standort: Mitau

| 10. Schützenkorps (Generalmajor I. F. Nikolajew)           | 10. Schützendivision (Kom.brig. Iwan Iwanowitsch Fadajew)                          |                                       |
| 10. Schützenkorps (Generalmajor I. F. Nikolajew)           | 48. Schützendivision (Generalmajor Pawel Wassiljewitsch Bogdanow)                  |                                       |
| 10. Schützenkorps (Generalmajor I. F. Nikolajew)           | 90. Schützendivision (Oberst Michail Iwanowitsch Golubjew)                         |                                       |
| 11. Schützenkorps (Oberst M. S. Schumilow)                 | 11. Schützendivision (Generalmajor Nikolai Alexandrowitsch Sokolow)                |                                       |
| 11. Schützenkorps (Oberst M. S. Schumilow)                 | 125. Schützendivision (Kom.brig. Pawel Petrowitsch Bogajschuk)                     |                                       |
| 11. Schützenkorps (Oberst M. S. Schumilow)                 | 42. Schützendivision (Kom.brig. Iwan Sidorowitsch Lasarenko)                       |                                       |
|                                                            | 41. Befestigter Raum (Libawa)                                                      |                                       |
| 9. Panzerabwehr-Brigade                                    |                                                                                    |                                       |
| 47., 51. und 73. Korps-Artillerie-Regiment                 |                                                                                    |                                       |
| 39. Selbständige Flak-Abteilung                            |                                                                                    |                                       |
| 25. Pionier-Regiment                                       |                                                                                    |                                       |
| 12. Mechanisiertes Korps (Generalmajor N. M. Schestopalow) | 23. Panzer-Division (Oberst T. S. Orlenko)                                         | 381 Panzer (davon 362 T-26)           |
| 12. Mechanisiertes Korps (Generalmajor N. M. Schestopalow) | 28. Panzer-Division (Oberst I. D. Tschernjachowski)                                | 314 Panzer (davon 236 BT und 69 T-26) |
| 12. Mechanisiertes Korps (Generalmajor N. M. Schestopalow) | 202. motorisierte Schützendivision (Oberst Wladimir Konstantinowitsch Gorbatschew) | 105 Panzer (davon 66 T-26)            |
| 12. Mechanisiertes Korps (Generalmajor N. M. Schestopalow) | 10. Kradschützen-Regiment                                                          |                                       |

### 27. Armee
- Kommandeur: Generalmajor Nikolai Erastowitsch Bersarin
- Standort: Dwinsk

| 22. Schützenkorps (Generalmajor Alexander S. Ksenofontow) | 180. Schützendivision (Oberst Iwan Iljitsch Missan)            |  |
| 22. Schützenkorps (Generalmajor Alexander S. Ksenofontow) | 182. Schützendivision (Oberst Iwan Ignatjewitsch Kuryschew)    |  |
| 24. Schützenkorps (Generalmajor K. M. Katschanow)         | 181. Schützendivision (Oberst Pjotr Wassiljewitsch Borisow)    |  |
| 24. Schützenkorps (Generalmajor K. M. Katschanow)         | 183. Schützendivision (Oberst Pjotr Nikolajewitsch Tupikow)    |  |
| Baltischer Küstenschutz                                   | 16. Schützendivision (Kom.brig. Ilja Michailowitsch Ljubowzew) |  |
| Baltischer Küstenschutz                                   | 67. Schützendivision (Oberst Nikolai Alexejewitsch Dedajew)    |  |
| Baltischer Küstenschutz                                   | 3. Schützenbrigade                                             |  |
|                                                           | 613. Korps-Artillerie-Regiment                                 |  |
| 614. Korps Artillerie-Regiment                            |                                                                |  |
| 103. Selbständiges Flak-Regiment                          |                                                                |  |
| 111. Selbständiges Flak-Regiment                          |                                                                |  |

### 11. Armee
- Kommandeur: Generalleutnant W. I. Morosow
- Standort: Kowno

| 16. Schützenkorps (Generalmajor M. M. Iwanow)       | 5. Schützendivision (Oberst Fedor Petrowitsch Oserow)               |                                                                    |
| 16. Schützenkorps (Generalmajor M. M. Iwanow)       | 33. Schützendivision (Brig.kom. Karp Afanasjewitsch Schelesnikow)   |                                                                    |
| 16. Schützenkorps (Generalmajor M. M. Iwanow)       | 188. Schützendivision (Oberst Pjotr Iwanowitsch Iwanow)             |                                                                    |
| 3. Mechanisiertes Korps (Generalmajor A. W. Kurkin) | 2. Panzer-Division (Generalmajor J. N. Soljankin)                   | 252 Panzer (davon 32 KW-1, 19 KW-2, 27 T-28, 116 BT-7 und 19 T-26) |
| 3. Mechanisiertes Korps (Generalmajor A. W. Kurkin) | 5. Panzer-Division (Oberst Fedorow)                                 | 268 Panzer (davon 50 T-34, 30 T-28, 170 BT-7 und 18 T-26)          |
| 3. Mechanisiertes Korps (Generalmajor A. W. Kurkin) | 84. motorisierte Schützendivision (Oberst Pjotr I. Fomenko)         | 149 Panzer (davon 145 BT-7 und 4 T-26)                             |
| 3. Mechanisiertes Korps (Generalmajor A. W. Kurkin) | 5. Kradschützen-Regiment                                            |                                                                    |
| 29. Schützenkorps (Generalmajor A. G. Samochin)     | 179. Schützendivision (Oberst Alexander Josifowitsch Ustilow)       |                                                                    |
| 29. Schützenkorps (Generalmajor A. G. Samochin)     | 184. Schützendivision (Oberst Matwej Wassiljewitsch Winogradow)     |                                                                    |
| 29. Schützenkorps (Generalmajor A. G. Samochin)     | 128. Schützendivision (Brig.kom. Alexander Semenowitsch Sotow)      |                                                                    |
| 41. Schützenkorps (Generalmajor I. S. Kosobutzki)   | 23. Schützendivision (Brig.kom. Wassili Fedotowitsch Pawlow)        |                                                                    |
| 41. Schützenkorps (Generalmajor I. S. Kosobutzki)   | 121. Schützendivision (Brig.kom. Pjotr Maxsimowitsch Zykow)         |                                                                    |
| 41. Schützenkorps (Generalmajor I. S. Kosobutzki)   | 126. Schützendivision (Generalmajor Michail Andrejewitsch Kusnezow) |                                                                    |
|                                                     | 42. Befestigter Raum (Šiauliai)                                     |                                                                    |
| 45. Befestigter Raum (Telšiai)                      |                                                                     |                                                                    |
| 46. Befestigter Raum (Telšiai)                      |                                                                     |                                                                    |
| 44. Befestigter Raum (Kowno)                        |                                                                     |                                                                    |
| 48. Befestigter Raum (Alytus)                       |                                                                     |                                                                    |
| 10. Panzerabwehr-Brigade                            |                                                                     |                                                                    |
| 270., 448. und 615. Korps-Artillerie-Regiment       |                                                                     |                                                                    |
| 110. schweres Haubitzen-Artillerie-Regiment         |                                                                     |                                                                    |
| 429. Haubitzen-Artillerie-Regiment (RGK)            |                                                                     |                                                                    |
| 19. und 247. Selbständige Flak-Abteilung            |                                                                     |                                                                    |
| 38. Selbständiges Pionier-Regiment                  |                                                                     |                                                                    |

### Fronttruppen
| 65. Schützenkorps                               | nur Stab                                    |  |
| 5. Luftlande-Korps (Generalmajor I. S. Besugly) | 9. Luftlande-Brigade                        |  |
| 5. Luftlande-Korps (Generalmajor I. S. Besugly) | 10. Luftlande-Brigade                       |  |
| 5. Luftlande-Korps (Generalmajor I. S. Besugly) | 214. Luftlande-Brigade                      |  |
|                                                 | 402. schweres Haubitzen-Artillerie-Regiment |  |
| 11. Selbständige Flak-Abteilung                 |                                             |  |
| 10., 12. und 14. Luftverteidigungs-Brigade      |                                             |  |
| Luftverteidigungs-Brigade Riga                  |                                             |  |
| Luftverteidigungs-Brigade Estland               |                                             |  |
| Luftverteidigungs-Brigade Kowno                 |                                             |  |
| 57. Jagdflieger-Division                        |                                             |  |
| 4., 6., 7. und 8. Gemischte Flieger-Division    |                                             |  |
| 21. Abfangjäger-Division                        |                                             |  |
| 312. Aufklärungsflieger-Division                |                                             |  |
| 4. und 20. Ponton-Brücken-Regiment              |                                             |  |
| NKWD-Grenzschutz-Regiment 6                     |                                             |  |
| NKWD-Grenzschutz-Regiment 8                     |                                             |  |
| NKWD-Grenzschutz-Regiment 10                    |                                             |  |

## Westfront
- Kommandeur: Armeegeneral Dmitri Grigorjewitsch Pawlow
- Chef des Generalstabs: Generalmajor W. E. Klimowskich
- Kommissar: Korpskommissar A. Ja. Fominych
- Zuständigkeitsbereich: Druskininkai bis Wlodawa
- Hauptquartier: Minsk

### 3. Armee
- Kommandeur: Generalleutnant W. I. Kuznezow
- Standort: Grodno

| 4. Schützenkorps (Generalmajor Jewgeni Arsentjewitsh Jegorow) | 27. Schützendivision (Generalmajor A. M. Stepanow)        |                                                         |
| 4. Schützenkorps (Generalmajor Jewgeni Arsentjewitsh Jegorow) | 56. Schützendivision (Generalmajor S. P. Sachnow)         |                                                         |
| 4. Schützenkorps (Generalmajor Jewgeni Arsentjewitsh Jegorow) | 85. Schützendivision (Generalmajor A. V. Bondowski)       |                                                         |
| 21. Schützenkorps (Generalmajor W. B. Borisow)                | 17. Schützendivision (Oberst T. K. Batzanow)              |                                                         |
| 21. Schützenkorps (Generalmajor W. B. Borisow)                | 24. Schützendivision (Generalmajor K. N. Galizki)         |                                                         |
| 21. Schützenkorps (Generalmajor W. B. Borisow)                | 37. Schützendivision (Oberst A. E. Tschecharin)           |                                                         |
|                                                               | 68. Befestigter Raum (Grodno)                             |                                                         |
| 7. Panzerabwehr-Brigade                                       |                                                           |                                                         |
| 152. und 444. Korps-Artillerie-Regiment                       |                                                           |                                                         |
| 16. Selbständige Flak-Abteilung                               |                                                           |                                                         |
| 11. Mechanisiertes Korps (Generalmajor D. K. Mostowenko)      | 29. Panzer-Division (Oberst N. P. Studnew)                | 66 Panzer (u. a. 26 T-34, 2 KW-1, 22 T-26)              |
| 11. Mechanisiertes Korps (Generalmajor D. K. Mostowenko)      | 33. Panzer-Division (Oberst M. F. Panow)                  | 118 Panzer (u. a. 2 T-34, 1 KW-1, 44 BT-Serie, 55 T-26) |
| 11. Mechanisiertes Korps (Generalmajor D. K. Mostowenko)      | 204. motorisierte Schützendivision (Oberst A. M. Piragow) | 57 Panzer (u. a. 54 T-26)                               |
| 11. Mechanisiertes Korps (Generalmajor D. K. Mostowenko)      | 16. Kradschützen-Regiment                                 |                                                         |

### 10. Armee
- Kommandeur: Generalmajor K. D. Golubjew
- Standort: Białystok

| 1. Schützenkorps (Generalmajor Fjodor D. Rubtzow)                      | 2. Schützendivision (Oberst M. D. Grischin)                       |                                                         |
| 1. Schützenkorps (Generalmajor Fjodor D. Rubtzow)                      | 8. Schützendivision (Oberst N. I. Fomin)                          |                                                         |
| 1. Schützenkorps (Generalmajor Fjodor D. Rubtzow)                      | 155. Schützendivision (Brig. Pjotr A. Alexandrow)                 |                                                         |
| 5. Schützenkorps (Generalmajor Alexander W. Garnow)                    | 13. Schützendivision (Oberst A. S. Naumow)                        |                                                         |
| 5. Schützenkorps (Generalmajor Alexander W. Garnow)                    | 86. Schützendivision (Oberst M. A. Saschibalow)                   |                                                         |
| 5. Schützenkorps (Generalmajor Alexander W. Garnow)                    | 113. Schützendivision (Generalmajor H. N. Alawerdow)              |                                                         |
| 6. Kavallerie-Korps (Generalmajor I. S. Nikitin, Wolkowysk)            | 6. Kavallerie-Division (Generalmajor M. P. Konstantinow)          | 48 BT-Panzer                                            |
| 6. Kavallerie-Korps (Generalmajor I. S. Nikitin, Wolkowysk)            | 36. Kavallerie-Division (Generalmajor E. S. Sibin)                | 52 BT-Panzer                                            |
|                                                                        | 66. Befestigter Raum (Osowiec)                                    |                                                         |
| 6. Panzerabwehr-Brigade                                                |                                                                   |                                                         |
| 130. Korps-Artillerie-Regiment                                         |                                                                   |                                                         |
| 156. Korps-Artillerie-Regiment                                         |                                                                   |                                                         |
| 262. Korps-Artillerie-Regiment                                         |                                                                   |                                                         |
| 315. Korps-Artillerie-Regiment                                         |                                                                   |                                                         |
| 311. Kanonen-Artillerie-Regiment                                       |                                                                   |                                                         |
| 124. Haubitzen-Artillerie-Regiment (RGK)                               |                                                                   |                                                         |
| 375. Haubitzen-Artillerie-Regiment (RGK)                               |                                                                   |                                                         |
| 38. Selbständige Flak-Abteilung                                        |                                                                   |                                                         |
| 71. Selbständige Flak-Abteilung                                        |                                                                   |                                                         |
| 6. Mechanisiertes Korps (Generalmajor M. G. Chazkilewitsch, Białystok) | 4. Panzer-Division (Generalmajor Andrei G. Potaturschew)          | 452 Panzer (u. a. 63 KW-1, 160 T-34, 93 BT und 42 T-26) |
| 6. Mechanisiertes Korps (Generalmajor M. G. Chazkilewitsch, Białystok) | 7. Panzer-Division (Generalmajor Semjon Wassiljewitsch Borzilow)  | 364 Panzer (u. a. 51 KW-1, 78 T-34, 144 BT und 40 T-26) |
| 6. Mechanisiertes Korps (Generalmajor M. G. Chazkilewitsch, Białystok) | 29. motorisierte Schützendivision                                 | 200 Panzer (davon 183 BT-Panzer)                        |
| 6. Mechanisiertes Korps (Generalmajor M. G. Chazkilewitsch, Białystok) | 4. Kradschützen-Regiment                                          |                                                         |
| 13. Mechanisiertes Korps (Generalmajor P. A. Achljustin, Bielsk)       | 25. Panzer-Division (Oberst N. M. Nikiforow)                      | 228 Panzer (davon 205 T-26)                             |
| 13. Mechanisiertes Korps (Generalmajor P. A. Achljustin, Bielsk)       | 31. Panzer-Division (Oberst S. A. Kalichowitsch)                  | 40 Panzer (davon 38 T-26)                               |
| 13. Mechanisiertes Korps (Generalmajor P. A. Achljustin, Bielsk)       | 208. motorisierte Schützendivision (Oberst V. I. Nichiporowitsch) | 27 Panzer (davon 15 BT-Panzer)                          |
| 13. Mechanisiertes Korps (Generalmajor P. A. Achljustin, Bielsk)       | 18. Kradschützen-Regiment                                         |                                                         |

### 4. Armee
- Kommandeur: Generalmajor Alexander A. Korobkow
- Standort: Kobryn

| 28. Schützenkorps (Generalmajor W. S. Popow)                           | 6. Schützendivision (Oberst M. A. Popsui-Schapko)              |                             |
| 28. Schützenkorps (Generalmajor W. S. Popow)                           | 49. Schützendivision (Oberst K. F. Wasiljew)                   |                             |
| 28. Schützenkorps (Generalmajor W. S. Popow)                           | 42. Schützendivision (Generalmajor I. S. Lazarenko)            |                             |
| 28. Schützenkorps (Generalmajor W. S. Popow)                           | 75. Schützendivision (Generalmajor S. Nedwigin)                |                             |
|                                                                        | 62. Befestigter Raum (Brest-Litowsk)                           |                             |
| 447. Korps-Artillerie-Regiment                                         |                                                                |                             |
| 455. Korps-Artillerie-Regiment                                         |                                                                |                             |
| 462. Korps-Artillerie-Regiment                                         |                                                                |                             |
| 120. schweres Haubitzen-Artillerie-Regiment                            |                                                                |                             |
| 12. Selbständiges Flak-Regiment                                        |                                                                |                             |
| 14. Mechanisiertes Korps (Generalmajor S. I. Oborin, Pruschany-Kobrin) | 22. Panzer-Division (Generalmajor W. P. Puganow)               | 256 Panzer (davon 235 T-26) |
| 14. Mechanisiertes Korps (Generalmajor S. I. Oborin, Pruschany-Kobrin) | 30. Panzer-Division (Oberst S. I. Bogdanow)                    | 211 Panzer (davon 189 T-26) |
| 14. Mechanisiertes Korps (Generalmajor S. I. Oborin, Pruschany-Kobrin) | 205. motorisierte Schützendivision (Oberst Filipp F. Kudjurow) | 61 Panzer (davon 56 T-26)   |
| 14. Mechanisiertes Korps (Generalmajor S. I. Oborin, Pruschany-Kobrin) | 20. Kradschützen-Regiment                                      |                             |

### 13. Armee
- Kommandeur: Generalleutnant P. M. Filatow
- Standort: Mogilew

| 2. Schützenkorps (Generalmajor A. N. Jermakow)              | 100. Schützendivision (Generalmajor I. N. Russianow) |
| 2. Schützenkorps (Generalmajor A. N. Jermakow)              | 161. Schützendivision (Oberst A. I. Michailow)       |
| 44. Schützenkorps (Divisionskommandeur W. A. Juschkewitsch) | 64. Schützendivision (Oberst S. I. Iowlew)           |
| 44. Schützenkorps (Divisionskommandeur W. A. Juschkewitsch) | 108. Schützendivision (Generalmajor N. Orlow)        |
| 47. Schützenkorps (Generalmajor S. I. Powetkin)             | 55. Schützendivision (Oberst D. I. Iwanjuk)          |
| 47. Schützenkorps (Generalmajor S. I. Powetkin)             | 121. Schützendivision (Generalmajor P. M. Zykow)     |
| 47. Schützenkorps (Generalmajor S. I. Powetkin)             | 143. Schützendivision (Generalmajor D. P. Safonow)   |
| 47. Schützenkorps (Generalmajor S. I. Powetkin)             | 50. Schützendivision (Oberst W. P. Jewdokimow)       |
| 4. Luftlande-Korps (Generalmajor A. S. Schadow)             | 7. Luftlande-Brigade                                 |
| 4. Luftlande-Korps (Generalmajor A. S. Schadow)             | 8. Luftlande-Brigade                                 |
| 4. Luftlande-Korps (Generalmajor A. S. Schadow)             | 214. Luftlande-Brigade                               |

### Fronttruppen
| 17. Mechanisiertes Korps (Generalmajor M. P. Petrow)           | 27. Panzer-Division (Oberst Alexsei Osipowitsch Achmanow)                  | 9 BT-Panzer                                |
| 17. Mechanisiertes Korps (Generalmajor M. P. Petrow)           | 36. Panzer-Division (Oberst Sergei Z. Miroschnikow)                        | 27 Panzer (davon 15 BT-Panzer)             |
| 17. Mechanisiertes Korps (Generalmajor M. P. Petrow)           | 209. motorisierte Schützendivision (Oberst Iwan Wasiljewitsch Gorbenko)    |                                            |
| 17. Mechanisiertes Korps (Generalmajor M. P. Petrow)           | 22. Kradschützen-Regiment                                                  |                                            |
| 20. Mechanisiertes Korps (Generalmajor A. G. Nikitin)          | 26. Panzer-Division (Generalmajor Wiktor T. Obuchow)                       | 44 Panzer (davon 13 BT-Panzer und 31 T-26) |
| 20. Mechanisiertes Korps (Generalmajor A. G. Nikitin)          | 38. Panzer-Division (Oberst Sergei Iwanowitsch Kapustin)                   | 43 Panzer (davon 42 T-26)                  |
| 20. Mechanisiertes Korps (Generalmajor A. G. Nikitin)          | 210. motorisierte Schützendivision (Oberst Feofan Aganowitsch Parchomenko) | 6 T-26                                     |
| 20. Mechanisiertes Korps (Generalmajor A. G. Nikitin)          | 24. Kradschützen-Regiment                                                  |                                            |
|                                                                | 58. Befestigter Raum (Sebesh)                                              |                                            |
| 61. Befestigter Raum (Polozk)                                  |                                                                            |                                            |
| 63. Befestigter Raum (Minsk-Sluzk)                             |                                                                            |                                            |
| 64. Befestigter Raum (Zambrów)                                 |                                                                            |                                            |
| 65. Befestigter Raum (Mosyr)                                   |                                                                            |                                            |
| 10., 23. und 33. Pionier-Regiment                              |                                                                            |                                            |
| 34. und 35. Ponton-Brücken-Regiment                            |                                                                            |                                            |
| 275. Selbständiges Pionier-Bataillon                           |                                                                            |                                            |
| NKWD-Grenzschutz-Regiment 13                                   |                                                                            |                                            |
| NKWD-Grenzschutz-Regiment 83                                   |                                                                            |                                            |
| 8. Panzerabwehr-Brigade                                        |                                                                            |                                            |
| 293., 611. und 360. Kanonen-Artillerie-Regiment                |                                                                            |                                            |
| 5., 318. und 612. schweres Haubitzen-Artillerie-Regiment (RGK) |                                                                            |                                            |
| 29., 49., 56., 151., 467. und 587. Korps-Artillerie-Regiment   |                                                                            |                                            |
| 32. Selbständige überschwere Artillerie-Abteilung (RGK)        |                                                                            |                                            |
| 24. Selbständige Mörser-Abteilung                              |                                                                            |                                            |
|                                                                | 4. Luftverteidigungs-Brigade                                               |                                            |
| 7. Luftverteidigungs-Brigade                                   |                                                                            |                                            |
| Luftverteidigungs-Brigade Baranowitschi                        |                                                                            |                                            |
| Luftverteidigungs-Brigade Kobryn                               |                                                                            |                                            |
| Luftverteidigungs-Brigade Gomel                                |                                                                            |                                            |
| Luftverteidigungs-Brigade Witebsk                              |                                                                            |                                            |
| Luftverteidigungs-Brigade Smolensk                             |                                                                            |                                            |
| 86. Selbständige Flak-Abteilung                                |                                                                            |                                            |
|                                                                | 43. Jagdflieger-Division                                                   |                                            |
| 12. Bomber-Division                                            |                                                                            |                                            |
| 13. Bomber-Division                                            |                                                                            |                                            |
| 9., 10. und 11. Gemischte Flieger-Division                     |                                                                            |                                            |
| 184. Abfangjäger-Division                                      |                                                                            |                                            |
| 313. und 314. Aufklärungsflieger-Division                      |                                                                            |                                            |
| 59. und 60. Jagdflieger-Division (in Aufstellung)              |                                                                            |                                            |

## Südwestfront
- Kommandeur: Generaloberst Michail Petrowitsch Kirponos
- Chef des Generalstabs: Generalleutnant M. A. Purkajew
- Kommissar: Divisionskommissar P. E. Rikow
- Zuständigkeitsbereich: Wlodawa – Kamenez-Podolski
- Hauptquartier: Kiew

### 5. Armee
- Kommandeur: Generalmajor der Panzertruppe M. I. Potapow
- Standort: Luzk

| 15. Schützenkorps (Generalmajor I. I. Fedjuninski)            | 45. Schützendivision (Generalmajor G. I. Scherstjuk)             |                                         |
| 15. Schützenkorps (Generalmajor I. I. Fedjuninski)            | 40. Schützendivision (Generalmajor Stepan Kirillowitsch Mamonow) |                                         |
| 15. Schützenkorps (Generalmajor I. I. Fedjuninski)            | 62. Schützendivision (Oberst M. P. Timoschenko)                  |                                         |
| 27. Schützenkorps (Generalmajor P. D. Artemenko)              | 87. Schützendivision (Generalmajor F. F. Aljabuschew)            |                                         |
| 27. Schützenkorps (Generalmajor P. D. Artemenko)              | 124. Schützendivision (Generalmajor F. G. Sushij)                |                                         |
| 27. Schützenkorps (Generalmajor P. D. Artemenko)              | 135. Schützendivision (Generalmajor F. N. Smechotworow)          |                                         |
|                                                               | 2. Befestigter Raum (Wladimir-Wolinskij)                         |                                         |
| 1. Panzerabwehr-Brigade                                       |                                                                  |                                         |
| 21., 231., 264. und 460. Korps-Artillerie-Regiment            |                                                                  |                                         |
| 23. und 243. Selbständige Flak-Abteilung                      |                                                                  |                                         |
| 22. Mechanisiertes Korps (Generalmajor S. M. Kondrusew, Luzk) | 19. Panzer-Division (Generalmajor K. A. Sementschenko)           | 163 Panzer (davon 34 BT und 122 T-26)   |
| 22. Mechanisiertes Korps (Generalmajor S. M. Kondrusew, Luzk) | 41. Panzer-Division (Oberst P. P. Pawlow)                        | 415 Panzer (davon 31 KW-2 und 342 T-26) |
| 22. Mechanisiertes Korps (Generalmajor S. M. Kondrusew, Luzk) | 215. motorisierte Schützendivision (Oberst P. A. Barabanow)      | 129 BT-Panzer                           |
| 22. Mechanisiertes Korps (Generalmajor S. M. Kondrusew, Luzk) | 23. Kradschützen-Regiment                                        |                                         |
| 9. Mechanisiertes Korps (Generalmajor K. K. Rokossowski)      | 20. Panzer-Division (Oberst M. J. Katukow)                       |                                         |
| 9. Mechanisiertes Korps (Generalmajor K. K. Rokossowski)      | 35. Panzer-Division (Generalmajor N. A. Nowikow)                 |                                         |
| 9. Mechanisiertes Korps (Generalmajor K. K. Rokossowski)      | 131. motorisierte Schützendivision (Oberst N. W. Kalinin)        |                                         |
| 9. Mechanisiertes Korps (Generalmajor K. K. Rokossowski)      | 32. Kradschützen-Regiment                                        |                                         |

### 6. Armee
- Kommandeur: Generalleutnant I. N. Musytschenko
- Standort: Lwow

| 6. Schützenkorps (Generalmajor I. I. Alexejew)           | 41. Schützendivision (Generalmajor G. N. Mikuschew)             |                                                                  |
| 6. Schützenkorps (Generalmajor I. I. Alexejew)           | 97. Schützendivision (Oberst N. M. Sacharow)                    |                                                                  |
| 6. Schützenkorps (Generalmajor I. I. Alexejew)           | 159. Schützendivision (Oberst I. A. Maschtschenko)              |                                                                  |
| 37. Schützenkorps (Generalmajor S. P. Zybin)             | 80. Schützendivision (Generalmajor W. I. Prochorow)             |                                                                  |
| 37. Schützenkorps (Generalmajor S. P. Zybin)             | 139. Schützendivision (Oberst N. L. Loginow)                    |                                                                  |
| 37. Schützenkorps (Generalmajor S. P. Zybin)             | 141. Schützendivision (Generalmajor Ja. I. Tonkonogow)          |                                                                  |
| 5. Kavallerie-Korps (Generalmajor F. W. Kamkow)          | 3. Kavallerie-Division (Generalmajor M. F. Malejew)             | 39 BT-Panzer                                                     |
| 5. Kavallerie-Korps (Generalmajor F. W. Kamkow)          | 14. Kavallerie-Division (Generalmajor Wassili D. Krjutschonkin) | 34 BT-Panzer                                                     |
| 4. Mechanisiertes Korps (Generalmajor Andrei A. Wlassow) | 8. Panzer-Division (Oberst P. S. Fotschenkow)                   | 325 Panzer (davon 50 KW-1, 140 T-34, 68 T-28, 31 BT und 36 T-26) |
| 4. Mechanisiertes Korps (Generalmajor Andrei A. Wlassow) | 32. Panzer-Division (Oberst J. G. Puschkin)                     | 323 Panzer (davon 49 KW-1, 173 T-34, 31 BT und 70 T-26)          |
| 4. Mechanisiertes Korps (Generalmajor Andrei A. Wlassow) | 81. motorisierte Schützendivision (Oberst P. M. Waripajew)      | 298 Panzer (davon 270 BT)                                        |
| 4. Mechanisiertes Korps (Generalmajor Andrei A. Wlassow) | 3. Kradschützen-Regiment                                        |                                                                  |
| 15. Mechanisiertes Korps (Generalmajor I. I. Karpeso)    | 10. Panzer-Division (Generalmajor S. Ja. Ogurtsow)              | 368 Panzer (davon 63 KW-1, 38 T-34, 51 T-28, 181 BT und 27 T-26) |
| 15. Mechanisiertes Korps (Generalmajor I. I. Karpeso)    | 37. Panzer-Division (Oberst F. G. Anikuschkin)                  | 316 Panzer (davon 1 KW-1, 34 T-34, 258 BT und 22 T-26)           |
| 15. Mechanisiertes Korps (Generalmajor I. I. Karpeso)    | 212. motorisierte Schützendivision (Generalmajor S. W. Baranow) | 54 Panzer (davon 32 BT und 5 T-26)                               |
|                                                          | 4. Befestigter Raum (Strumilow)                                 |                                                                  |
| 6. Befestigter Raum (Rawa-Russkaja)                      |                                                                 |                                                                  |
| 3. Panzerabwehr-Brigade                                  |                                                                 |                                                                  |
| 209., 229., 441. und 445. Korps-Artillerie-Regiment      |                                                                 |                                                                  |
| 135. Kanonen-Artillerie-Regiment (RGK)                   |                                                                 |                                                                  |
| 9. Ponton-Brücken-Regiment                               |                                                                 |                                                                  |
| 17. und 307. Selbständige Flak-Abteilung                 |                                                                 |                                                                  |

### 26. Armee
- Kommandeur: Generalleutnant F. Ja. Kostenko
- Standort: Borislaw

| 8. Schützenkorps (Generalmajor Michail G. Schegow)                   | 99. Gebirgs-Schützendivision (Oberst Nikolai Iwanowitsch Dementjew)       |                                                          |
| 8. Schützenkorps (Generalmajor Michail G. Schegow)                   | 173. Schützendivision (Generalmajor Sergei Wladimirowitsch Verschin)      |                                                          |
| 8. Schützenkorps (Generalmajor Michail G. Schegow)                   | 72. Gebirgs-Schützendivision (Generalmajor Pawel Jwljanowitsch Abramidze) |                                                          |
| 8. Mechanisiertes Korps (Generalmajor Dmitri Iwanowitsch Rjabyschew) | 12. Panzer-Division (Generalmajor Timofaj A. Mischanin)                   | 456 Panzer (davon 61 KW-1, 100 T-34, 147 BT und 61 T-26) |
| 8. Mechanisiertes Korps (Generalmajor Dmitri Iwanowitsch Rjabyschew) | 34. Panzer-Division (Oberst I. W. Wasiljew)                               | 330 Panzer (davon 8 KW-1, 26 BT und 262 T-26)            |
| 8. Mechanisiertes Korps (Generalmajor Dmitri Iwanowitsch Rjabyschew) | 7. motorisierte Schützendivision (Oberst A. G. Gerasimow)                 | 134 Panzer (davon 115 BT)                                |
| 8. Mechanisiertes Korps (Generalmajor Dmitri Iwanowitsch Rjabyschew) | 2. Kradschützen-Regiment                                                  |                                                          |
|                                                                      |                                                                           |                                                          |
| 8. Befestigter Raum                                                  |                                                                           |                                                          |
| 2. Panzerabwehr-Brigade                                              |                                                                           |                                                          |
| 233. und 236. Korps-Artillerie-Regiment                              |                                                                           |                                                          |
| 28. Selbständige Flak-Abteilung                                      |                                                                           |                                                          |

### 12. Armee
- Kommandeur: Generalmajor P. G. Ponedelin
- Standort: Stanislaw

| 13. Schützenkorps (Generalmajor N. K. Kyrillow)                                                   | 44. Gebirgs-Schützendivision (General S. Tkachenko)        |                             |
| 13. Schützenkorps (Generalmajor N. K. Kyrillow)                                                   | 58. Gebirgs-Schützendivision (General Nikolai Proschkin)   |                             |
| 13. Schützenkorps (Generalmajor N. K. Kyrillow)                                                   | 192. Gebirgs-Schützendivision (Oberst S. D. Gubin)         |                             |
| 16. Mechanisiertes Korps (Brig. Kom. Alexander Dmitrijewitsch Sokolow, ab 25. Juni zur 18. Armee) | 15. Panzer-Division (Oberst V. I. Polozkow)                | 347 Panzer (davon 75 T-28)  |
| 16. Mechanisiertes Korps (Brig. Kom. Alexander Dmitrijewitsch Sokolow, ab 25. Juni zur 18. Armee) | 39. Panzer-Division (Oberst N. Starkow)                    | 209 Panzer (davon 169 T-26) |
| 16. Mechanisiertes Korps (Brig. Kom. Alexander Dmitrijewitsch Sokolow, ab 25. Juni zur 18. Armee) | 240. motorisierte Schützendivision (Oberst I. V. Gorbenko) | 112 Panzer                  |
| 16. Mechanisiertes Korps (Brig. Kom. Alexander Dmitrijewitsch Sokolow, ab 25. Juni zur 18. Armee) | 19. Kradschützen-Regiment                                  |                             |
| 17. Schützenkorps (General I. W. Galanin, ab 25. Juni zur 18. Armee)                              | 60. Gebirgs-Schützendivision (General Michail Salichow)    |                             |
| 17. Schützenkorps (General I. W. Galanin, ab 25. Juni zur 18. Armee)                              | 69. Gebirgs-Schützendivision (Oberst I. M. Schepetow)      |                             |
| 17. Schützenkorps (General I. W. Galanin, ab 25. Juni zur 18. Armee)                              | 164. Schützendivision (Oberst A. N. Tscherwinski)          |                             |
|                                                                                                   | 10. Befestigter Raum (Kamenez-Podolskij)                   |                             |
| 11. Befestigter Raum (Mogilew-Podolskij)                                                          |                                                            |                             |
| 12. Befestigter Raum (Mogilew-Podolskij)                                                          |                                                            |                             |
| 4. Panzerabwehr-Brigade                                                                           |                                                            |                             |
| 269., 274., 283. und 468. Korps-Artillerie-Regiment                                               |                                                            |                             |
| 20. Selbständige Flak-Abteilung                                                                   |                                                            |                             |
| 30. Selbständige Flak-Abteilung                                                                   |                                                            |                             |
| 37. Pionier-Regiment                                                                              |                                                            |                             |
| 19. Ponton-Brücken-Regiment                                                                       |                                                            |                             |

### Fronttruppen
| 31. Schützenkorps (Generalmajor Anton I. Lopatin, Ende Juni zur 5. Armee)           | 193. Schützendivision (Oberst A. K. Berestow)                            |                             |
| 31. Schützenkorps (Generalmajor Anton I. Lopatin, Ende Juni zur 5. Armee)           | 195. Schützendivision (Generalmajor W. N. Nesmelow)                      |                             |
| 31. Schützenkorps (Generalmajor Anton I. Lopatin, Ende Juni zur 5. Armee)           | 200. Schützendivision (Oberst Iwan I. Ljudnikow)                         |                             |
| 36. Schützenkorps (Generalmajor P. V. Sysojew, Ende Juni zur 6. Armee)              | 140. Schützendivision (Oberst L. G. Basanez)                             |                             |
| 36. Schützenkorps (Generalmajor P. V. Sysojew, Ende Juni zur 6. Armee)              | 146. Schützendivision (Generalmajor I. M. Gerasimow)                     |                             |
| 36. Schützenkorps (Generalmajor P. V. Sysojew, Ende Juni zur 6. Armee)              | 228. Schützendivision (Oberst A. M. Iljin)                               |                             |
| 49. Schützenkorps (Generalmajor Iwan A. Kornilow, Ende Juni zur 6. Armee)           | 190. Schützendivision (Oberst G. A. Zwerew)                              |                             |
| 49. Schützenkorps (Generalmajor Iwan A. Kornilow, Ende Juni zur 6. Armee)           | 197. Schützendivision (Oberst S. D. Gubin)                               |                             |
| 49. Schützenkorps (Generalmajor Iwan A. Kornilow, Ende Juni zur 6. Armee)           | 199. Schützendivisionen (Oberst A. N. Alexsejew)                         |                             |
| 3. Luftlande-Korps (Generalmajor W. A. Glasunow)                                    | 5. Luftlande-Brigade                                                     |                             |
| 3. Luftlande-Korps (Generalmajor W. A. Glasunow)                                    | 6. Luftlande-Brigade                                                     |                             |
| 3. Luftlande-Korps (Generalmajor W. A. Glasunow)                                    | 212. Luftlande-Brigade                                                   |                             |
| 19. Mechanisiertes Korps (Generalmajor N. W. Feklenko, Ende Juni zur 5. Armee)      | 40. Panzer-Division (Oberst M. W. Schirobokow)                           | 158 Panzer (davon 19 T-26)  |
| 19. Mechanisiertes Korps (Generalmajor N. W. Feklenko, Ende Juni zur 5. Armee)      | 43. Panzer-Division (Oberst I. G. Tschibin)                              | 237 Panzer (davon 230 T-26) |
| 19. Mechanisiertes Korps (Generalmajor N. W. Feklenko, Ende Juni zur 5. Armee)      | 213. motorisierte Schützendivision (Oberst W. M. Osminski)               | 55 Panzer (davon 42 T-26)   |
| 19. Mechanisiertes Korps (Generalmajor N. W. Feklenko, Ende Juni zur 5. Armee)      | 21. Kradschützen-Regiment                                                |                             |
| 24. Mechanisiertes Korps (Generalmajor W. I. Tschistjakow, Ende Juni zur 26. Armee) | 45. Panzer-Division (Brig.kom Michail Solomatin)                         |                             |
| 24. Mechanisiertes Korps (Generalmajor W. I. Tschistjakow, Ende Juni zur 26. Armee) | 49. Panzer-Division (Oberst Konstantin Schwetzow)                        |                             |
| 24. Mechanisiertes Korps (Generalmajor W. I. Tschistjakow, Ende Juni zur 26. Armee) | 216. motorisierte Schützendivision (Oberst Ashot Sarkisowitsch Sargsjan) |                             |
| 24. Mechanisiertes Korps (Generalmajor W. I. Tschistjakow, Ende Juni zur 26. Armee) | 17. Kradschützen-Regiment                                                |                             |
|                                                                                     | 1. Befestigter Raum (Kiew)                                               |                             |
| 3. Befestigter Raum (Letitschew)                                                    |                                                                          |                             |
| 5. Befestigter Raum (Korosten)                                                      |                                                                          |                             |
| 7. Befestigter Raum (Nowograd-Wolinskij)                                            |                                                                          |                             |
| 13. Befestigter Raum (Schepetowka)                                                  |                                                                          |                             |
| 15. Befestigter Raum (Ostropol)                                                     |                                                                          |                             |
| 17. Befestigter Raum (Isjaslawl)                                                    |                                                                          |                             |
| 55. Schützenkorps (Generalmajor K. A. Korotejew, Ende Juni zur 18. Armee)           | 130.Schützendivision (Generalmajor Viktor Alexejewitsch Ljin)            |                             |
| 55. Schützenkorps (Generalmajor K. A. Korotejew, Ende Juni zur 18. Armee)           | 169. Schützendivision (Brig.kom. Iwan Jewdokimowitsch Turujnow)          |                             |
| 55. Schützenkorps (Generalmajor K. A. Korotejew, Ende Juni zur 18. Armee)           | 189. Schützendivision (Brig.kom. Alexander Semenowitsch Tschischkanow)   |                             |
| 1. Luftlande-Korps (Generalmajor M. A. Usenko)                                      | 1. Luftlande-Brigade                                                     |                             |
| 1. Luftlande-Korps (Generalmajor M. A. Usenko)                                      | 204. Luftlande-Brigade                                                   |                             |
| 1. Luftlande-Korps (Generalmajor M. A. Usenko)                                      | 211. Luftlande-Brigade                                                   |                             |
|                                                                                     | 205., 207., 368., 437., 458., 543., und 646. Korps-Artillerie-Regiment   |                             |
| 305. und 555. Kanonen-Artillerie-Regiment (RGK)                                     |                                                                          |                             |
| 4., 168., 324., 330. und 526. schweres (Haubitzen?)-Artillerie-Regiment             |                                                                          |                             |
| 331., 376., 538. und 589. Haubitzen-Artillerie-Regiment (RGK)                       |                                                                          |                             |
| 34., 245., 315. und 316. Selbständige überschwere Artillerie-Abteilung              |                                                                          |                             |
|                                                                                     | 263. Selbständige Flak-Abteilung                                         |                             |
| 3., 4. und 11. Luftverteidigungs-Brigade                                            |                                                                          |                             |
| Luftverteidigungs-Brigade Stanislaw                                                 |                                                                          |                             |
| Luftverteidigungs-Brigade Rowno                                                     |                                                                          |                             |
| Luftverteidigungs-Brigade Shitomir                                                  |                                                                          |                             |
| Luftverteidigungs-Brigade Tarnopol                                                  |                                                                          |                             |
| Luftverteidigungs-Brigade Winniza                                                   |                                                                          |                             |
| 44. und 64. Jagdflieger-Division                                                    |                                                                          |                             |
| 19. und 62. Bomber-Division                                                         |                                                                          |                             |
| 14., 15., 16., 17. und 63. Gemischte Flieger-Division                               |                                                                          |                             |
| 315. und 316. Aufklärungsflieger-Division                                           |                                                                          |                             |
| 5. Panzerabwehr-Brigade                                                             |                                                                          |                             |
| 45. Pionier-Regiment                                                                |                                                                          |                             |
| 1. Ponton-Brücken-Regiment                                                          |                                                                          |                             |

## 9. selbständige Armee
- Kommandeur: Generalleutnant Ja. T. Tscherewitschenko
- Standort: Odessa

| 35. Schützenkorps (Generalmajor Iwan F. Daschitschew)      | 95. Schützendivision (Generalmajor Alexander Iwanowitsch Pastrjewitsch)    |                                                         |
| 35. Schützenkorps (Generalmajor Iwan F. Daschitschew)      | 176. Schützendivision (Oberst Wladimir Nikolajewitsch Martsinkjewitsch)    |                                                         |
| 48. Schützenkorps (Generalmajor R. J. Malinowski)          | 30. Gebirgs-Schützendivision (Brig.kom. Sergei Gavrilowitsch Galaktinonow) |                                                         |
| 48. Schützenkorps (Generalmajor R. J. Malinowski)          | 74. Schützendivision (Oberst Fedor Jefimowitsch Scheverdin)                |                                                         |
| 48. Schützenkorps (Generalmajor R. J. Malinowski)          | 150. Schützendivision (Oberst Iossif Iwanowitsch Chorun)                   |                                                         |
| 14. Schützenkorps (General J. G. Jegorow)                  | 25. Schützendivision (Oberst Afanasi Stepanowitsch Sacharschenko)          |                                                         |
| 14. Schützenkorps (General J. G. Jegorow)                  | 51. Schützendivision (Brig.kom. Pjotr Gavrilowitsch Tzirulnikow)           |                                                         |
| 2. Kavallerie-Korps (Generalmajor Pawel A. Below)          | 5. Kavallerie-Division (Oberst W. K. Baranow)                              | 49 BT-Panzer                                            |
| 2. Kavallerie-Korps (Generalmajor Pawel A. Below)          | 9. Kavallerie-Division (Oberst A. F. Bjutschkowskij)                       | 45 BT-Panzer                                            |
| 2. Mechanisiertes Korps (Generalleutnant J. W. Nowoselski) | 11. Panzer-Division (Generalmajor Grigori Kusmin)                          | 527 Panzer (davon 10 KW-1, 50 T-34, 354 BT und 75 T-26) |
| 2. Mechanisiertes Korps (Generalleutnant J. W. Nowoselski) | 16. Panzer-Division (Oberst Michail Iwanowitsch Mundro)                    |                                                         |
| 2. Mechanisiertes Korps (Generalleutnant J. W. Nowoselski) | 15. motorisierte Division (Generalmajor Nikolai Nikanorowitsch Below)      |                                                         |
| 2. Mechanisiertes Korps (Generalleutnant J. W. Nowoselski) | 6. Kradschützen-Regiment                                                   |                                                         |
| 18. Mechanisiertes Korps (Generalmajor P. W. Woloch)       | 44. Panzer-Division (Oberst W. P Krymow)                                   | 213 Panzer (davon 46 BT und 143 T-26)                   |
| 18. Mechanisiertes Korps (Generalmajor P. W. Woloch)       | 47. Panzer-Division (Oberst G. S. Rodin)                                   | 22 Panzer (davon 15 BT und 7 T-26)                      |
| 18. Mechanisiertes Korps (Generalmajor P. W. Woloch)       | 218. motorisierte Division (Oberst A. P. Scharagin)                        | 45 BT-Panzer                                            |
| 18. Mechanisiertes Korps (Generalmajor P. W. Woloch)       | 26. Kradschützen-Regiment                                                  |                                                         |
|                                                            | 80. Befestigter Raum (Rybniza)                                             |                                                         |
| 81. Befestigter Raum (Donau)                               |                                                                            |                                                         |
| 82. Befestigter Raum (Tiraspol)                            |                                                                            |                                                         |
| 84. Befestigter Raum (Oberer Pruth)                        |                                                                            |                                                         |
| 86. Befestigter Raum (Unterer Pruth)                       |                                                                            |                                                         |
| 8. und 16. Selbständiges Pionier-Bataillon                 |                                                                            |                                                         |
| 121. motorisiertes Pionier-Bataillon                       |                                                                            |                                                         |
|                                                            | 320. Kanonen-Artillerie-Regiment (RGK)                                     |                                                         |
| 430. schweres Haubitzen-Artillerie-Regiment                |                                                                            |                                                         |
| 265., 266., 374. und 648. Korps-Artillerie-Regiment        |                                                                            |                                                         |
| 317. Selbständige überschwere Artillerie-Abteilung (RGK)   |                                                                            |                                                         |
| 26. und 268. Selbständige Flak-Abteilung                   |                                                                            |                                                         |
|                                                            | Luftverteidigungs-Brigade Kischinew                                        |                                                         |
| 20., 21. und 45. Gemischte Flieger-Division                |                                                                            |                                                         |
| 131. Abfangjäger-Division                                  |                                                                            |                                                         |
| 317. Aufklärungsflieger-Division                           |                                                                            |                                                         |
| 65. und 66. Jagdflieger-Division (in Aufstellung)          |                                                                            |                                                         |

## Interne Militärdistrikte

### Odessaer Militärdistrikt
- Kommandeur: General Jakow T. Tscherewitschenko
- Stellvertretender Kommandeur: Generalleutnant N. J. Tschibisow
- Hauptquartier: Odessa

| 7. Schützenkorps (Generalmajor Konstantin Leonidowitsch Dobroserdow)                                         | 116. Schützendivision (Oberst Jakow Filippowitsch Jeremenko)         |
| 7. Schützenkorps (Generalmajor Konstantin Leonidowitsch Dobroserdow)                                         | 196. Schützendivision (Oberst Konstantin Jefimowitsch Kulikow)       |
| 7. Schützenkorps (Generalmajor Konstantin Leonidowitsch Dobroserdow)                                         | 206. Schützendivision (Oberst Sergei Iljitsch Gorschkow)             |
| 9. Besonderes Schützenkorps (Generalmajor Pawel Batow, auf der Krim)                                         | 106. Schützendivision (Brig.kom. Mitrofan Sergejewitsch Tkatschew)   |
| 9. Besonderes Schützenkorps (Generalmajor Pawel Batow, auf der Krim)                                         | 156. Schützendivision (Brig. Kom. Platon Wassiljewitsch Tschernajew) |
| 9. Besonderes Schützenkorps (Generalmajor Pawel Batow, auf der Krim)                                         | 32. Kavallerie-Division (Oberst A. I. Butzkalewitsch)                |
| 147. Schützendivision (Oberst Konstantin Iwanowitsch Mironow)                                                |                                                                      |
| 3. Luftlande-Korps (Generalmajor Wassili Afanasjewitsch Glasunow)                                            | 5. Luftlande-Brigade                                                 |
| 3. Luftlande-Korps (Generalmajor Wassili Afanasjewitsch Glasunow)                                            | 6. Luftlande-Brigade                                                 |
| 3. Luftlande-Korps (Generalmajor Wassili Afanasjewitsch Glasunow)                                            | 212. Luftlande-Brigade                                               |
| 83. Befestigter Raum (Odessa)                                                                                |                                                                      |
| 296. und 391. Selbstständige Flak-Abteilung                                                                  |                                                                      |
| 1. und 2. Marine-Flak-Abteilung (73. Marine-Flak-Regiment)                                                   |                                                                      |
| 8. Pionier-Regiment                                                                                          |                                                                      |
| 7. Ponton-Brücken-Regiment                                                                                   |                                                                      |
| 268., 272. und 377. Korps-Artillerie-Regiment                                                                |                                                                      |
| 137., 515., 522. und 527. schweres Haubitzen-Artillerie-Regiment                                             |                                                                      |
| 40., 43. und 44. Küsten-Artillerie-Abteilung, und 6 weitere Abteilungen, deren Bezeichnung nicht bekannt ist |                                                                      |
| 10., 30. und 35. Selbstständige Küsten-Artillerie-Batterie                                                   |                                                                      |
| Luftverteidigungs-Brigade Saporischschja                                                                     |                                                                      |
| Luftverteidigungs-Brigade Perwomajsk                                                                         |                                                                      |
| 15. PWO Luftverteidigungs-Brigade                                                                            |                                                                      |
| 16., 638. und 748. PWO Luftverteidigungs-Regiment                                                            |                                                                      |
| 18., 27., 141., 203., 364. und 504. PWO Luftverteidigung-Abteilung                                           |                                                                      |
| 162. und 210. PWO Flugabwehr-MG-Abteilung                                                                    |                                                                      |
| 21. PWO Flakscheinwerfer-Abteilung                                                                           |                                                                      |
| 15., 26. und 45. PWO Luftradar-Abteilung                                                                     |                                                                      |
| 6. PWO Sperrballon-Abteilung                                                                                 |                                                                      |
| 1. und 2. Marine-Infanterie-Abteilung (1. Regiment)                                                          |                                                                      |
| 1. und 2. Marine-Infanterie-Abteilung (2. Regiment)                                                          |                                                                      |

## Selbständige Formationen
| 45. Schützenkorps (Generalmajor G. Ja. Magon, im Juli zur 13. Armee)       | 187. Schützendivision (Oberst Iwan Iwanowitsch Iwanow)          |
| 45. Schützenkorps (Generalmajor G. Ja. Magon, im Juli zur 13. Armee)       | 227. Schützendivision (Oberst Fedor Wassiljewitsch Malstzew)    |
| 45. Schützenkorps (Generalmajor G. Ja. Magon, im Juli zur 13. Armee)       | 232. Schützendivision (Generalmajor Semen Iwanowitsch Nedwigin) |
| 67. Schützenkorps (Generalmajor F. F. Schmaschenko, im Juli zur 21. Armee) | 102. Schützendivision (Oberst Porfiri Martiowitsch Gudz)        |
| 67. Schützenkorps (Generalmajor F. F. Schmaschenko, im Juli zur 21. Armee) | 132. Schützendivision (Oberst Sergei Semenowitsch Birjusow)     |
| 67. Schützenkorps (Generalmajor F. F. Schmaschenko, im Juli zur 21. Armee) | 151. Schützendivision (Brig.kom. Wassili Iwanowitsch Neretin)   |

## Stawka-Reserve (in Aufstellung bis Mitte Juli)

### 16. Armee
- Kommandeur: Generalleutnant M. F. Lukin
- Standort: Orjol

| 32. Schützenkorps (Generalmajor T. K. Kolomijez)         | 46. Schützendivision (Generalmajor Alexander Alexejewitsch Filatow)           |                                                                             |
| 32. Schützenkorps (Generalmajor T. K. Kolomijez)         | 152. Schützendivision (Oberst Peter Nikolajewitsch Tschernyschew)             |                                                                             |
|                                                          | 126. Korps-Artillerie-Regiment                                                |                                                                             |
| 112. Selbständige Flak-Abteilung                         |                                                                               |                                                                             |
| 5. Mechanisiertes Korps (Generalmajor I. P. Alexsejenko) | 13. Panzer-Division (Oberst F. G. Gratschew)                                  | 441 Panzer (davon 7 KW-1, 10 T-34, 238 BT-7, 48 T-38 und 138 T-26)          |
| 5. Mechanisiertes Korps (Generalmajor I. P. Alexsejenko) | 17. Panzer-Division (Oberst I. P. Korschagin)                                 | 501 Panzer (davon 6 KW-1, 10 T-34, 255 BT-7, 34 BT-5, 31 T-38 und 165 T-26) |
| 5. Mechanisiertes Korps (Generalmajor I. P. Alexsejenko) | 109. mechanisierte Schützendivision (Oberst Nikolai Pawlowitsch Krasnoretski) | 161 Panzer (davon 13 BT-7, 100 BT-5 und 48 T-38)                            |
| 5. Mechanisiertes Korps (Generalmajor I. P. Alexsejenko) | 8. Kradschützen-Regiment                                                      |                                                                             |

### 19. Armee
- Kommandeur: Generalleutnant Iwan Stepanowitsch Konew
- Standort: Tscherkassy

| 25. Schützenkorps (Generalmajor S. M. Chestochwalow)       | 127. Schützendivision (Generalmajor Feodor Gawrilowitsch Kornejew) |  |
| 25. Schützenkorps (Generalmajor S. M. Chestochwalow)       | 134. Schützendivision (Oberst Wladimir Kuzmitsch Basarow)          |  |
| 25. Schützenkorps (Generalmajor S. M. Chestochwalow)       | 162. Schützendivision (Oberst Nikolai Fjodorowitsch Kolkunow)      |  |
| 34. Schützenkorps (Generalleutnant R. P. Chmelnitzki)      | 129. Schützendivision (Generalmajor A. M. Gorodnjanski)            |  |
| 34. Schützenkorps (Generalleutnant R. P. Chmelnitzki)      | 158. Schützendivision (Oberst V. Nowoschilow)                      |  |
| 34. Schützenkorps (Generalleutnant R. P. Chmelnitzki)      | 171. Schützendivision                                              |  |
|                                                            | 38. Schützendivision                                               |  |
| 442. Korps-Artillerie-Regiment                             |                                                                    |  |
| 471. Korps-Artillerie-Regiment                             |                                                                    |  |
| 26. Mechanisiertes Korps (Generalmajor N. J. Kiritschenko) | 52. Panzer-Division (Oberst G. M. Michailow)                       |  |
| 26. Mechanisiertes Korps (Generalmajor N. J. Kiritschenko) | 56. Panzer-Division (Oberst I. D. Illarionow)                      |  |
| 26. Mechanisiertes Korps (Generalmajor N. J. Kiritschenko) | 103. motorisierte Schützendivision (Generalmajor W. I. Solowjew)   |  |
| 26. Mechanisiertes Korps (Generalmajor N. J. Kiritschenko) | 27. Kradschützen-Regiment                                          |  |
|                                                            | 111. motorisiertes Pionier-Bataillon                               |  |
| 238. Selbständiges Pionier-Bataillon                       |                                                                    |  |
| 321. Selbständiges Pionier-Bataillon                       |                                                                    |  |

### 20. Armee
- Kommandeur: Generalmajor F. N. Remesow, ab Juli Generalleutnant P. A. Kurotschkin
- Standort: Kaluga

| 61. Schützenkorps (Generalmajor Fjodor A. Bakunin)      | 110. Schützendivision (Oberst Wassili Andrejewitsch Chlebtzew)   |                                                                   |
| 61. Schützenkorps (Generalmajor Fjodor A. Bakunin)      | 144. Schützendivision (Generalmajor M. A. Pronin)                |                                                                   |
| 61. Schützenkorps (Generalmajor Fjodor A. Bakunin)      | 172. Schützendivision (Generalmajor Michail T. Romanow)          |                                                                   |
| 69. Schützenkorps (Generalmajor J. A. Mogiljowschik)    | 73. Schützendivision (Oberst A. I. Akimow)                       |                                                                   |
| 69. Schützenkorps (Generalmajor J. A. Mogiljowschik)    | 229. Schützendivision (Generalmajor M. I. Kozlow)                |                                                                   |
| 69. Schützenkorps (Generalmajor J. A. Mogiljowschik)    | 233. Schützendivision (Oberst G. F. Kotow)                       |                                                                   |
|                                                         | 18. Schützendivision (Oberst K. W. Swiridow)                     |                                                                   |
| 301. Haubitzen-Artillerie-Regiment                      |                                                                  |                                                                   |
| 537. schweres Haubitzen-Artillerie-Regiment (RGK)       |                                                                  |                                                                   |
| 438. Korps-Artillerie-Regiment                          |                                                                  |                                                                   |
| 7. Mechanisiertes Korps (Generalmajor W. I. Winogradow) | 14. Panzer-Division (Oberst I. D. Wasiljew)                      | 276 Panzer (davon 24 KW-2, 29 T-34, 179 BT-7, 8 BT-5 und 20 T-26) |
| 7. Mechanisiertes Korps (Generalmajor W. I. Winogradow) | 18. Panzer-Division (Generalmajor F. T. Remisow)                 | 275 Panzer (davon 10 KW-2, 2 BT-7, 8 BT-5 und 194 T-26)           |
| 7. Mechanisiertes Korps (Generalmajor W. I. Winogradow) | 1. motorisierte Schützendivision (Generalmajor Jakow G. Kreiser) | 372 Panzer (davon 10 KW-1, 175 BT-7M und 179 BT-7)                |
| 7. Mechanisiertes Korps (Generalmajor W. I. Winogradow) | 9. Kradschützen-Regiment                                         |                                                                   |
|                                                         | 60. Ponton-Brücken-Regiment                                      |                                                                   |

### 21. Armee
- Kommandeur: Generalleutnant W. F. Gerassimenko
- Standort: Gomel

| 63. Schützenkorps (Generalmajor Leonid Grigorjewitsch Petrowski) | 53. Schützendivision (Oberst Iwan Jakowljewitsch Bartenjew)         |  |
| 63. Schützenkorps (Generalmajor Leonid Grigorjewitsch Petrowski) | 148. Schützendivision (Oberst Filip Michailowitsch Tscherokmanow)   |  |
| 63. Schützenkorps (Generalmajor Leonid Grigorjewitsch Petrowski) | 167. Schützendivision (Generalmajor Wassili Stepanowitsch Rakowski) |  |
| 66. Schützenkorps (Generalmajor F. P. Sudakow)                   | 61. Schützendivision (Oberst Alexander Jemiljanowitsch Hofman)      |  |
| 66. Schützenkorps (Generalmajor F. P. Sudakow)                   | 117. Schützendivision (Oberst Matwej Fedorowitsch Starostin)        |  |
| 66. Schützenkorps (Generalmajor F. P. Sudakow)                   | 154. Schützendivision (Generalmajor Jakow Stepanowitsch Fokanow)    |  |
|                                                                  | 387. Haubitzen-Artillerie-Regiment (RGK)                            |  |
| 420. Korps-Artillerie-Regiment                                   |                                                                     |  |
| 546. Korps-Artillerie-Regiment                                   |                                                                     |  |
| 25. Mechanisiertes Korps (Generalmajor S. M. Kriwoschein)        | 50. Panzer-Division (Oberst B. S. Bacharew)                         |  |
| 25. Mechanisiertes Korps (Generalmajor S. M. Kriwoschein)        | 55. Panzer-Division (Oberst W. N. Badanow)                          |  |
| 25. Mechanisiertes Korps (Generalmajor S. M. Kriwoschein)        | 219. motorisierte Schützendivision (Generalmajor Pawel P. Chorsun)  |  |
| 25. Mechanisiertes Korps (Generalmajor S. M. Kriwoschein)        | 12. Kradschützen-Division                                           |  |

### 22. Armee
- Kommandeur: Generalleutnant F. A. Jerschakow
- Standort: Welikije Luki

| 51. Schützenkorps (Generalmajor A. M. Markow)                        | 98. Schützendivision (Generalmajor M. F. Gawrilow)               |  |
| 51. Schützenkorps (Generalmajor A. M. Markow)                        | 112. Schützendivision (Oberst Iwan Andrejewitsch Kopjak)         |  |
| 51. Schützenkorps (Generalmajor A. M. Markow)                        | 153. Schützendivision (Oberst N. A. Gagen)                       |  |
| 62. Schützenkorps (Generalmajor I. P. Karmanow)                      | 170. Schützendivision (Generalmajor T. K. Silkin)                |  |
| 62. Schützenkorps (Generalmajor I. P. Karmanow)                      | 174. Schützendivision (Oberst Alexei Iwanowitsch Zygin)          |  |
| 62. Schützenkorps (Generalmajor I. P. Karmanow)                      | 186. Schützendivision (Generalmajor N. I. Birjukow)              |  |
|                                                                      | 336. Korps-Artillerie-Regiment                                   |  |
| 545. Korps-Artillerie-Regiment                                       |                                                                  |  |
| 21. Mechanisiertes Korps (Generalmajor D. D. Leljuschenko, Dünaburg) | 42. Panzer-Division (Oberst W. I. Woejkow)                       |  |
| 21. Mechanisiertes Korps (Generalmajor D. D. Leljuschenko, Dünaburg) | 46. Panzer-Division (Oberst W. A. Kaptzow)                       |  |
| 21. Mechanisiertes Korps (Generalmajor D. D. Leljuschenko, Dünaburg) | 185. motorisierte Schützendivision (Generalmajor M. L. Rudschuk) |  |
| 21. Mechanisiertes Korps (Generalmajor D. D. Leljuschenko, Dünaburg) | 11. Kradschützen-Regiment                                        |  |

### 24. Armee
- Kommandeur: Generalleutnant S. A. Kalinin
- Standort: Wjasma und Dorogobusch

| 52. Schützenkorps (Generalmajor Dmitri Iwanowitsch Andrejew)     | 91. Schützendivision (Generalmajor Nikita Fedotowitsch Lebedenko)    |  |
| 52. Schützenkorps (Generalmajor Dmitri Iwanowitsch Andrejew)     | 119. Schützendivision (Generalmajor Alexander Dmitrjewitsch Beresin) |  |
| 52. Schützenkorps (Generalmajor Dmitri Iwanowitsch Andrejew)     | 166. Schützendivision (Oberst Alexei Nasarowitsch Cholzinew)         |  |
| 53. Schützenkorps (Generalmajor Dmitri Michailowitsch Selesnjow) | 107. Schützendivision (Oberst Pavel Wasiljewitsch Mironow)           |  |
| 53. Schützenkorps (Generalmajor Dmitri Michailowitsch Selesnjow) | 133. Schützendivision (Generalmajor W. I. Schwetzow)                 |  |
| 53. Schützenkorps (Generalmajor Dmitri Michailowitsch Selesnjow) | 178. Schützendivision (Oberst Nikolai Iwanowitsch Staruchin)         |  |
|                                                                  | 524. schweres Kanonen-Artillerie-Regiment (RGK)                      |  |
| 392. Korps-Artillerie-Regiment                                   |                                                                      |  |
| 542. Korps-Artillerie-Regiment                                   |                                                                      |  |
| 685. Korps-Artillerie-Regiment                                   |                                                                      |  |